# Бороньковский сельсовет
Бороньковский сельсовет — административная единица на территории Костюковичского района Могилёвской области Белоруссии.

## Территория и население
Территория Бороньковского сельского Совета расположена в южной части Костюковичского района, занимает площадь 120 км2. Центром сельсовета является агрогородок Бороньки, расстояние от которого до города Костюковичи — 27 км. В сельском Совете проживает 1202 человека (2012 год), ведущих 553 домашних хозяйства.
Деревня Бороньки в 2009 году получила статус агрогородка.

## Производство
На территории сельского Совета действует:
- Сельскохозяйственный производственный кооператив «Мошевое» — центр агрогородок Бороньки

## Образование и культура
На территории сельского Совета три учреждения образования:
- УО "Мошевской УПК «Детский сад — базовая общеобразовательная школа»
- УО "Бороньковский УПК «Детский сад — средняя общеобразовательная школа»
- Гавриленский детский сад.

Имеются также Бороньковский сельский дом культуры, Мошевской и Гавриленский сельские клубы, Бороньковская, Мошевская, Гавриленская сельские библиотеки.

## Памятные места
На территории сельского Совета установлено 18 памятников и обелисков воинам, погибшим в годы Великой Отечественной войны 1941—1945 годов, в том числе памятные знаки на захоронениях мирных жителей, ставших жертвами немецко-фашистских захватчиков.

## Здравоохранение
Медицинское обслуживание осуществляется сельской врачебной амбулаторией в агрогородке Бороньки, двумя фельдшерско-акушерскими пунктами в деревнях Гавриленка и Мошевое. В сельской врачебной амбулатории работает стоматологический кабинет.
Бороньковская сельская врачебная амбулатория обслуживает население, проживающее в деревнях Бороньки, Борейки, Боровая, Каменка, Пушково, Новая Ивановка, Паньковская Буда.
Жителей деревень Гавриленка, Жуковка, Трояновка, Сигеевка обслуживает Гавриленский фельдшерско-акушерский пункт, в котором работает один фельдшер.
Мошевской фельдшерско-акушерский пункт, в котором работает один фельдшер, обслуживает население д. Мошевое, Вишни, Кавычицы, Егоровка, Жарки, Подрайск, Раёк, Шабли.

## Сфера услуг
Торговое обслуживание населения сельского Совета обеспечивается магазинами Костюковичского РАЙПО в деревнях Бороньки (2 магазина), Гавриленка, Мошевое. В остальные населенные пункты: д. Каменка, Жарки, Шабли, Паньковская Буда, Вишни, Жуковка, Пушково, Боровая, Кавычицы — организован заезд автолавки.
Бытовое обслуживание на территории сельского Совета осуществляется комплексно-приемным пунктом, который расположен в агрогородке Бороньки.
На территории сельсовета работают отделения связи (Бороньки, Гавриленка, Мошевое), а также филиал АСБ «Беларусбанк» в агрогородке Бороньки.
Телефонная связь поддерживается с использованием 3 сельских автоматических телефонных станций Костюковичского РУЭС — общей мощностью на 300 абонентов.

## Жилищная сфера
Жители населенных пунктов сельского Совета обеспечиваются сжиженным газом в баллонах путём централизованного завоза.
Территория сельского Совета насчитывает 51 шахтный колодец для питьевой воды. В 87 домах населённых пунктов Бороньки, Гавриленка, Мошевое имеется водопровод и канализация. На улицах деревень Бороньки, Паньковская Буда, Гавриленка, Шабли, Вишни, Жарки, Егоровка, Кавычицы установлены водозаборные колонки.
На территории сельского Совета расположено четыре мини полигона для захоронения твёрдых бытовых отходов общей площадью 2,4 га.

## Состав
Сельсовет включает 20 населённых пунктов:
- Борейки — деревня.
- Боровая — деревня.
- Бороньки — агрогородок.
- Вишни — деревня.
- Гавриленка — деревня.
- Дубровка — деревня.
- Егоровка — деревня.
- Жарки — деревня.
- Жуковка — деревня.
- Кавычицы — деревня.
- Каменка — деревня.
- Мошевое — деревня.
- Новая Ивановка — деревня.
- Паньковская Буда — деревня.
- Подрайск — деревня.
- Пушково — деревня.
- Раёк — деревня.
- Сигеевка — деревня.
- Трояновка — деревня.
- Шабли — деревня.

Упразднённые населённые пункты на территории сельсовета:
- Егоровка — деревня.
- Кузьминка — деревня.
- Николаевка — деревня.
- Павленка — деревня.
- Петровский — посёлок.
- Покровка — деревня